# Nick Phipps
Pour l’article homonyme, voir Nick Phipps (bobsleigh).

a Compétitions nationales et continentales officielles uniquement.

b Matchs officiels uniquement.
Dernière mise à jour le 13 mars 2022.
Nicholas Phipps, né le 9 janvier 1989 à Baulkham Hills, est un joueur de rugby à XV international australien évoluant au poste de demi de mêlée aux London Irish en Premiership. Avec les Wallabies il remporte le Rugby Championship 2015 puis s'incline en finale de la coupe du monde 2015.

## Carrière

### En club
Il a fait ses débuts dans le Super 15 avec les Melbourne Rebels en 2011.  
Il est transféré pour la saison 2014 chez les Waratahs, avec qui il remporte le championnat en fin de saison.
En 2019, il rejoint le club anglais des London Irish, évoluant en Premiership.

### En équipe nationale
Il obtient sa première cape internationale le 17 juillet 2011 à l’occasion d’un match contre l'équipe des Samoa. 
Il est retenu par Robbie Deans le 18 août 2011 dans la liste des trente joueurs qui disputent la Coupe du monde. Il dispute un match de la Coupe du monde de rugby à XV 2011.
En 2015, il fait partie du groupe australien qui remporte le Rugby Championship.
Plus tard la même année, il est sélectionné pour participer à la Coupe du monde 2015 en Angleterre. Il dispute sept match lors de la compétition, que son équipe termine à la place de finaliste.

## Palmarès

### En club
- Vainqueur du Super Rugby en 2014.

### En équipe nationale
- Vainqueur du Rugby Championship en 2015.
- Finaliste de la Coupe du monde en 2015.

## Statistiques
Au 13 mars 2022, Nick Phipps compte 72 sélections avec les Wallabies, dont 29 en tant que titulaire, depuis le 17 juillet 2011 à l’occasion d’un match contre l'équipe des Samoa. Il inscrit 40 points, soit huit essais.